# Natalie Wormsbecher

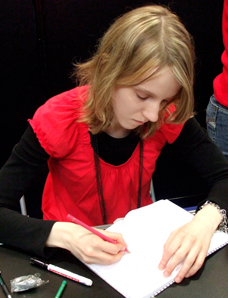
Natalie Wormsbecher beim Signieren

Natalie Wormsbecher (* 12. Februar 1986) ist eine deutsche Comiczeichnerin. Sie wohnt in Berlin.

## Werdegang
Ab 1999 experimentierte sie mit dem Stil von Mangas, später veröffentlichte sie eigene Dōjinshis im Internet. 2003 gewann sie mit der Geschichte Yumiko beim Manga-Talente-Wettbewerb der Leipziger Buchmesse einen Buchpreis. Zwei Jahre später veröffentlichte sie in der Anthologie Manga Spot des Vereins Animexx eine Kurzgeschichte. 2006 folgte Robin in der Anthologie Manga Fieber des Verlags Tokyopop. 2007 erschien ebenfalls bei Tokyopop ihr Einzelband Summer Rain, 2008 der Band Dämonenjunge Lain. Zwischen 2009 und 2011 veröffentlichte Tokyopop ihre fünfteilige Fantasy-Serie Life Tree's Guardian.
2006 begann sie ein Studium der Japanologie, brach dieses jedoch im Jahr 2007 nach einem Semester wieder ab.
Bis 2015 arbeitete sie als Redakteurin beim Verlag Tokyopop in Hamburg. Derzeit lebt Wormsbecher wieder in Berlin und studiert Deutsche Literatur und Medienwissenschaft.

## Arbeitsweise und Stil
Natalie Wormsbecher zeichnet mit der Hand. Dabei verwendet sie Bleistift, Feder, Tusche, Lineal und Rasterfolie, zum Kolorieren Buntstifte. Ihre Geschichten sind im Shōjo-Genre angesiedelt. Als Vorbilder des Zeichenstils nennt sie Takeshi Obata, ihren Erzählstil haben insbesondere Miho Obana und Eiichirō Oda beeinflusst.

## Werke
- Am anderen Ende der Welt. (2005, im Manga Spot)
- Robin. (2006, im Manga Fieber 2)
- One Day. (2006, im Paper Theatre 1)
- Chocolate War. (2006, im Paper Theatre 2)
- Summer Rain. (2007)
- Dämonenjunge Lain. (2008)
- Geheimnis. (2009, im Paper Theatre 6)
- Life Tree’s Guardian. (2009–2011, 5 Bände)
- Schwarzer Kater (2016)